# Louis Leboucher
Pour les articles homonymes, voir Leboucher.
Louis Armand Victorin Leboucher, né le 14 septembre 1807 à Rouen et mort le 7 septembre 1866 dans le 9e arrondissement de Paris, est un maître d'armes et entraineur de boxe française (SBF).

## Biographie
Bagarreur et fort habile à manier la canne et le bâton, il ouvre  à son arrivée à Paris une salle au 20 rue de la Michodière, puis au 16 rue de Choiseul, avant de succéder à Larribeau au 13 bis passage Verdeau en 1855. Installé à Paris, il ouvrit un cours dans le quartier du Faubourg de Montmartre au « 13 bis, passage Verdeau ». il y enseigne une méthode dite « du voyageur » qui permet d’apprendre rapidement à se défendre. En 1850, il organise une rencontre de boxe française entre Louis Vigneron (qui l'emportera) et Rambaud dit « la résistance », un élève de Charles Lecour.